# Signo del mono
El mono (猴) es el noveno del ciclo de 12 animales que aparecen en el Zodiaco chino relacionados al calendario chino. El año del mono es asociado al símbolo 申.

## Años y los cinco elementos
Las personas nacidas en estas fechas son nacidas en el Año del Mono y además llevan los siguientes signos elementales (i.e. Metal):
- 2 de febrero de 1908 – 21 de enero de 1909: Mono de Tierra
- 20 de febrero de 1920 –  7 de febrero de 1921: Mono de Metal
- 6 de febrero de 1932 – 25 de enero de 1933: Mono de Agua
- 25 de enero de 1944 – 12 de febrero de 1945: Mono de Madera
- 12 de febrero de 1956 – 30 de enero de 1957: Mono de Fuego
- 30 de enero de 1968 – 16 de febrero de 1969: Mono de Tierra
- 16 de febrero de 1980 –  4 de febrero de 1981: Mono de Metal
- 4 de febrero de 1992 – 22 de enero de 1993: Mono de Agua
- 22 de enero de 2004 –  8 de febrero de 2005: Mono de Madera
- 8 de febrero de 2016 – 27 de enero de 2017: Mono de Fuego
- 26 de enero de 2028 – 12 de febrero de 2029: Mono de Tierra
- 12 de febrero de 2040 –  31 de enero de 2041: Mono de Metal
- 1 de febrero de 2052 – 18 de febrero de 2053: Mono de Agua
- 17 de febrero de 2064 –  4 de febrero de 2065: Mono de Madera
- 5 de febrero de 2076 – 23 de enero de 2077: Mono de Fuego
- 24 de enero de 2088 – 9 de febrero de 2089: Mono de Tierra
- 9 de febrero de 2100 –  28 de enero de 2101: Mono de Metal

## Atributos y asociaciones generales al Mono
| Atributo             | Asociaciones                         |
| -------------------- | ------------------------------------ |
| Orden en el Zodiaco  | 9.º.                                 |
| Horas                | 3pm-5pm                              |
| Dirección            | Oeste - Suroeste                     |
| Lemas                | "Yo entretengo" "Soy lo inesperado"  |
| Elemento fijo        | Metal                                |
| Carácter             | Positivo                             |
| Fechas del Mes Lunar | 8 de enero - 5 de febrero - marzo 17 |
| Gema                 | Peridoto                             |
| Colores              | Dorado, Amarillo                     |
| Polaridad            | Yang                                 |
| Comida               | Clavo de olor                        |
| Países               | , Melanesia                          |

## Signos compatibles
De acuerdo a la astrología china, La Serpiente es uno de los signos más compatibles con El Mono. Se dice que a la Rata le gusta su ingenio. El Dragón lo necesita, por tener buen juicio. El Conejo también es uno de los más compatibles con el Mono. El Caballo, el Perro, la Cabra, el Buey y el Gallo también se benefician de su versatilidad, además de apreciar su genio y competencia.

## Signos incompatibles
Según este sistema de creencias, el Tigre huirá de él, ya que se convertiría en blanco principal de sus travesuras y jugarretas. Cuando le hacen frente, el Mono no puede resistirse a lucir su valentía y al descubrir que el Tigre es un mal perdedor disfrutará atormentándole. Se dice que también podría ser muy inestable la relación con un Cerdo.